# Фёдоровское (Киржачский район)
 Фёдоровское — деревня в Киржачском районе Владимирской области России. Входит в состав Першинского сельского поселения.

## География
Расположена на правом берегу реки Киржач, южнее города Киржача и западнее включённого в состав Киржача бывшего посёлка городского типа Красный Октябрь.

## История
Сельцо Федоровское в писцовых книгах 1628-30 годов значилось за стряпчим сытного дворца Иваном Пятовым и за боярином Андреем Милославским.
По данным на 1860 год деревня принадлежала Михаилу Семёновичу Кулеваеву.
В XIX — начале XX века деревня входила в состав Финеевской волости Покровского уезда, с 1926 года — в составе Киржачской волости Александровского уезда.
С 1840 года при располагался медно-латунный завод московских купцов Ивана Андреевича Аленчикова и Николая Сергеевича Зимина. В 1897 году на нём работало 300 рабочих.
С 1855 года располагалась шёлково-ткацкая фабрика купца Степана Диомидовича Пичугина. На фабрике в 1900 году работало 130 рабочих.
С 1929 года деревня являлась центром Федоровского сельсовета Киржачского района, с 2005 года — в составе Першинского сельского поселения.

## Население
В 1859 году в селе числилось 69 дворов, в 1905 году — 42 дворов, в 1926 году — 154 дворов.
| 1859 | 1905 | 1926 | 2002 | 2010 | 2021 |
| ---- | ---- | ---- | ---- | ---- | ---- |
| 416  | ↘317 | ↗720 | ↗934 | ↘875 | ↗984 |

## Инфраструктура
В деревне 11 улиц. Действуют детский сад № 41, начальная общеобразовательная школа.

## Экономика
СПК «За власть Советов». В начале XXI века был построен завод по производству бытовой техники «Беко».

## Достопримечательности
Южнее села Фёдоровского, на берегу реки Киржач находится Борисоглебский погост с храмом Вознесения Господня (1810—1828). В 1990-е годы длительное время пустовавший храм был восстановлен и в нём возобновлено богослужение. По данным на 1905 год на погосте было 20 жителей, 4 двора.